# Déficit naturel
Un déficit naturel correspond à un nombre de décès supérieur au nombre des naissances pour un espace et un intervalle de temps donné.

## Exemple
En 2017, d'après l'INSEE, le déficit naturel se creuse en Nouvelle Aquitaine ainsi qu'en Union Européenne